# Shehab El-Din Ahmed
Shehab El-Din Ahmed Saad Ahmed Saad (arabisk: شهاب الدين أحمد, født 22. august 1990) er en egyptisk fodboldspiller som spiller for den Egyptiske Premier League-klub Al-Ahly som midtbanespiller. Han debuterede med klubben under en Premier League-kamp den 20. maj, 2009 mod Tersana. Han har scoret 4 mål i ligaen, med bl.a et vindende langskud imod Ettihad Libya i kvartfinalen i Champions league 2010. Skuddet endte senere med at blive berømt.